# Опробування у збагаченні корисних копалин
Опробування у збагаченні корисних копалин (рос. опробование в обогащении, англ. sampling, нім. Probe[ent]nahme f in der Aufbereitung) — комплекс операцій no відбору проб і підготовці їх до аналізу для контролю осн. характеристик сировини (корисних копалин, продуктів їх збагачення тощо).

## Загальний опис
У залежності від подальшого використання результатів аналізу проб О. поділяють на:
- технологічно оперативне (для контролю і управління процесами збагачення),
- технологічно балансове (для складання технологічних балансів) і
- товарне (наприклад, для обліку металів у товарній продукції при складанні товарного балансу і взаєморозрахунках між постачальником і споживачем).

Крім того, О. поділяють на:
- поточне (періодично повторюване),
- контрольне (одноразове, перевірне),
- вибіркове (з окремих точок),
- генеральне (що охоплює всі технологічні потоки) та
- цільове (зумовлене певною метою).

О. проводять послідовним виконанням відбору разових (точкових) проб, складанням з них об'єднаної проби і підготовкою з цієї проби лабораторних проб для аналізу. О. проводиться з технологічного потоку, безпосередньо зі збагачувального апарата, з залізничних вагонів, зі складу. Для більшості корисних копалин і продуктів їх збагачення параметри і методи товарного О. і методи аналізу осн. характеристик товарної продукції регламентовані стандартами. Відбір і підготовку проб проводять переважно механізов. засобами при використанні механіч. пробовідбирачів і пробопідготовчих установок.
Опробування на збагачувальних фабриках здійснюється шляхом кількісного і якісного контролю сировини і продуктів збагачення.

## Кількісний контроль
Кількісний контроль виконується зважуванням усього матеріа-лу, вимірюванням його обсягів, зважуванням точкових проб, які відбираються з потоку, підрахунком кількості транспортних посудин наперед встановленої вантажопідйомності тощо. Кількісному контролю піддається: рядове вугілля чи руда, що надходить на фабрику з шахт і розрізів; товарні продукти, що відвантажуються споживачам; у випадку необхідності деякі інші продукти технологічного процесу. Найбільш надійним способом контролю кількості є зважування усього матеріалу, що контролюється. Для цього використовують залізничні вагонні і конвеєрні ваги.
Облік кількості матеріалу, що надходить на збагачувальну фабрику, а також продуктів збагачення є одним із найважливіших параметрів контролю і регулювання технологічного процесу і продуктивності збагачувальної фабрики.
Зважування рядового вугілля і продуктів збагачення, що знаходяться у залізничних вагонах, вагонетках і автосамоскидах, здійснюється на вагонних вагах, які передбачають зважування вагонів як із зупинкою, так і на ходу без їхнього розчеплення.
При невеликій продуктивності фабрики можливе зважування матеріалу в кожній посудині (залізничному вагоні, вагонетці, самоскиді), а при великій — вибірковим способом в окремих посудинах і пі-драхунком їх кількості. Звичайно маса матеріалу в останньому випадку визначається за накладними залізниці, а дані зважування окремих вагонів слугують для контролю правильності цих накладних.
Оскільки зважування матеріалу здійснюється у транспортних посудинах, то для визначення маси нетто необхідно знати масу посудин. Масу залізничних вагонів після попереднього зважування записують на бортах. Масу інших посудин визначають повторним зважуванням після розвантаження матеріалу.
Кількість рядового вугілля, руди і продуктів збагачення визначають також безперервним зважуванням на стрічкових конвеєрних вагах різних типів.

## Якісний контроль
Якісний контроль здійснюється в основному опробуванням. Опробування — це комплекс операцій з відбору, підготовки і дослідження проб вугілля для визначення його складу і показників якості.
Якісний контроль на збагачувальних фабриках здійснюється з метою налагодження і стабілізації технологічного процесу і забезпечення випуску продукції потрібної якості. Якісному контролю підда-ють рядове вугілля, різні продукти технологічного процесу, кінцеві продукти збагачення.
Опробування рядового вугілля здійснюють з метою визначення його якості для розрахунку з шахтами-постачальниками і дослідження вугілля як об'єкта збагачення. Визначають такі показники якості вугілля: зольність, вологість, склад мінеральних домішок, сірчистість, гранулометричний і фракційний склад та ін.
Опробування проміжних продуктів технологічного процесу здійснюється для регулювання окремих апаратів і створення умов, які забезпечують випуск продуктів збагачення заданої якості.
Опробування кінцевих продуктів збагачення роблять для встановлення відповідності їхньої якості технічним умовам і для розрахунків зі споживачами.
Опробування сировини і продуктів переробки полягає в періодичному відборі за визначеними правилами окремих порцій названих матеріалів з метою контролю їх якості та ефективності функціонування окремих апаратів і підприємства в цілому. Окремі порції того чи іншого продукту, що відбираються за один прийом, називають точковими пробами або порціями. Проби, які складаються з точкових проб продуктів, що надходять у переробку, або продуктів, одержаних за деякий час, називають спільними.
Пробою є невелика частина (порція) вугілля або руди, що відібрана за визначеними правилами від спільної їх маси, достатня для цього виду випробувань і відображає з заданою точністю його склад і якість. Проба, яка з певною точністю характеризує властивості вугілля, нази-вається представницькою.
Необхідна точність опробування досягається при умові правильного відбору точкових проб і при визначеній мінімальній масі спільної проби. Мінімальна маса спільної проби залежить від крупності максимальних зерен продукту, що опробовується, густини, вмісту і рівномірності вкраплення компоненту, що контролюється.